# Ситроен Ц1
Ситроен Ц1 (фр. Citroën C1) је мали аутомобил који производи француска фабрика аутомобила Ситроен у сарадњи са Тојотом. Производи се од 2005. године у другој генерацији.

## Историјат

### Прва генерација (2005–2014)
Тојота и ПСА група су 2001. године одлучили да направе мали заједнички аутомобил како би поделили трошкове развоја. Ситроен, Пежо и Тојота представили су на салону аутомобила у Женеви готово три идентична мала аутомобила из А-сегмента: Ситроен Ц1, Тојота ајго и Пежо 107. Развијени су на заједничкој платформи и сва три се производе у истој фабрици ТПЦА (Toyota Peugeot Citroen Automobile) у Колину, у Чешкој.
Ц1, 107 и ајго деле основну платформу, али већ на први поглед је видљиво да су дизајнери за поједине марке одлично обавили посао и повезали те аутомобиле са својим аутомобилима те марке. Сва три возила су дуга око 3,4 метра, широка 1,6 метара и висока око 1,4 метара. Ова штедљива возила поседују напредне технологије у погледу сигурности и заштите околине. Производни капацитет погона је 300.000 возила годишње, по 100.000 за сваки аутомобил. Продаја је почела јула 2005. године, а ауто је намењен за четири особе са троје или петоро врата.
Ситроен Ц1 је два пута кад и Пежо и Тојота, 2009. и 2012. године, извршио редизајн аутомобила.

#### Мотори
| Модел   | Запремина | Цилиндри/ вентили | Снага         | Напомена |
| Бензин  | Бензин    | Бензин            | Бензин        | Бензин   |
| ------- | --------- | ----------------- | ------------- | -------- |
| 1.0i    | 996 cm³   | 3/12              | 51 kW / 68 КС |          |
| Дизел   |           |                   |               |          |
| 1.4 HDi | 1398 cm³  | 4/8               | 40 kW / 55 КС |          |